# Zygomaturus
Lo zigomaturo (gen. Zygomaturus) è un mammifero marsupiale estinto, appartenente ai diprotodontidi. Visse tra il Miocene superiore e il Pleistocene superiore (circa 7 milioni - 40.000 anni fa) e i suoi resti fossili sono stati ritrovati in Australia, Nuova Guinea e Nuova Caledonia.

## Descrizione
Questo animale aveva un aspetto massiccio e le specie più grandi potevano raggiungere la taglia di un orso. La specie più nota, Zygomaturus trilobus, potava arrivare a 2,5 metri di lunghezza, un metro e mezzo di altezza e probabilmente pesava mezza tonnellata. La caratteristica principale di Zygomaturus era data dal cranio, di grandi dimensioni e dotato di proiezioni ossee insolite: le arcate zigomatiche possedevano processi inferiori allungati e ricurvi, e le ossa nasali erano rigonfie a formare una struttura sopraelevata e bulbosa, che probabilmente nell'animale in vita sorreggeva piccole strutture simili a corna. Le narici esterne, in ogni caso, dovevano essere molto sollevate rispetto al resto della testa, come avviene negli odierni ippopotami. Zygomaturus era dotato di un corpo massiccio e possente sorretto da forti arti, armati di grossi artigli. Gli incisivi di Zygomaturus, come quelli di molti altri diprotodontidi, erano lunghi e ricurvi, simili a quelli dei roditori.

## Classificazione

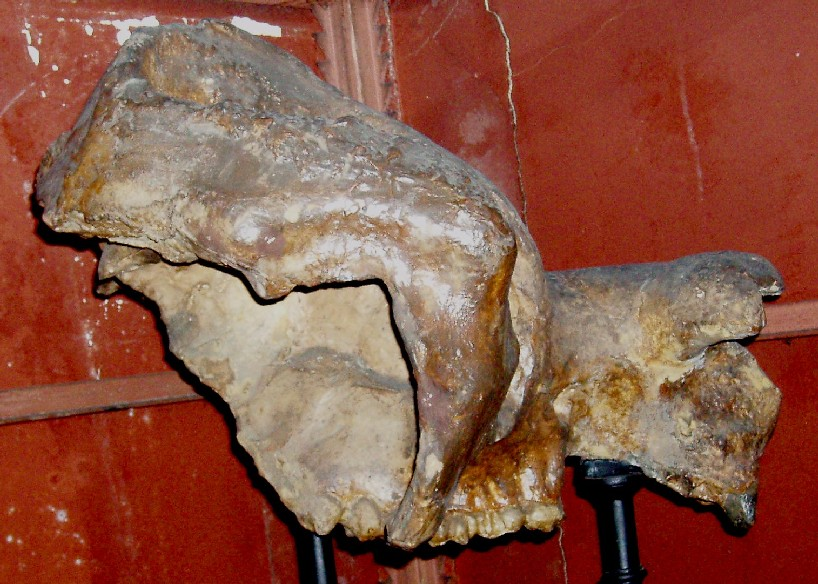
Cranio di Zygomaturus trilobus inizialmente descritto come Nototherium mitchelli

Descritto per la prima volta da Richard Owen nel 1858, il genere Zygomaturus è noto per alcune specie, vissute tra il Miocene superiore e la fine del Pleistocene. La più antica è Zygomaturus gilli, rinvenuta nella regione australiana di Victoria; questa specie era di dimensioni relativamente piccole, ma nel giro di pochi milioni di anni il genere Zygomaturus quadruplicò la sua massa, dando origine a forme come la specie ben nota Z. trilobus, di grandi dimensioni e diffusa in gran parte dell'Australia. Altre specie furono l'australiana Z. keanei del Pliocene (lago Palankarinna) e Z. tasmanicus del Pleistocene, vissuta in Tasmania; quest'ultima specie possedeva una struttura degli incisivi inferiori molto diversa da quella delle forme tipicamente australiane, e ciò suggerisce un lungo periodo di isolamento dal resto delle specie del genere Zygomaturus. Zygomaturus è stato ritrovato anche in Nuova Guinea (Z. nimborensis) in terreni del Pleistocene (Mackness, 2012), ma anche in Nuova Caledonia (Z. diahotensis), sempre nel Pleistocene (Guerin et al., 1981). 

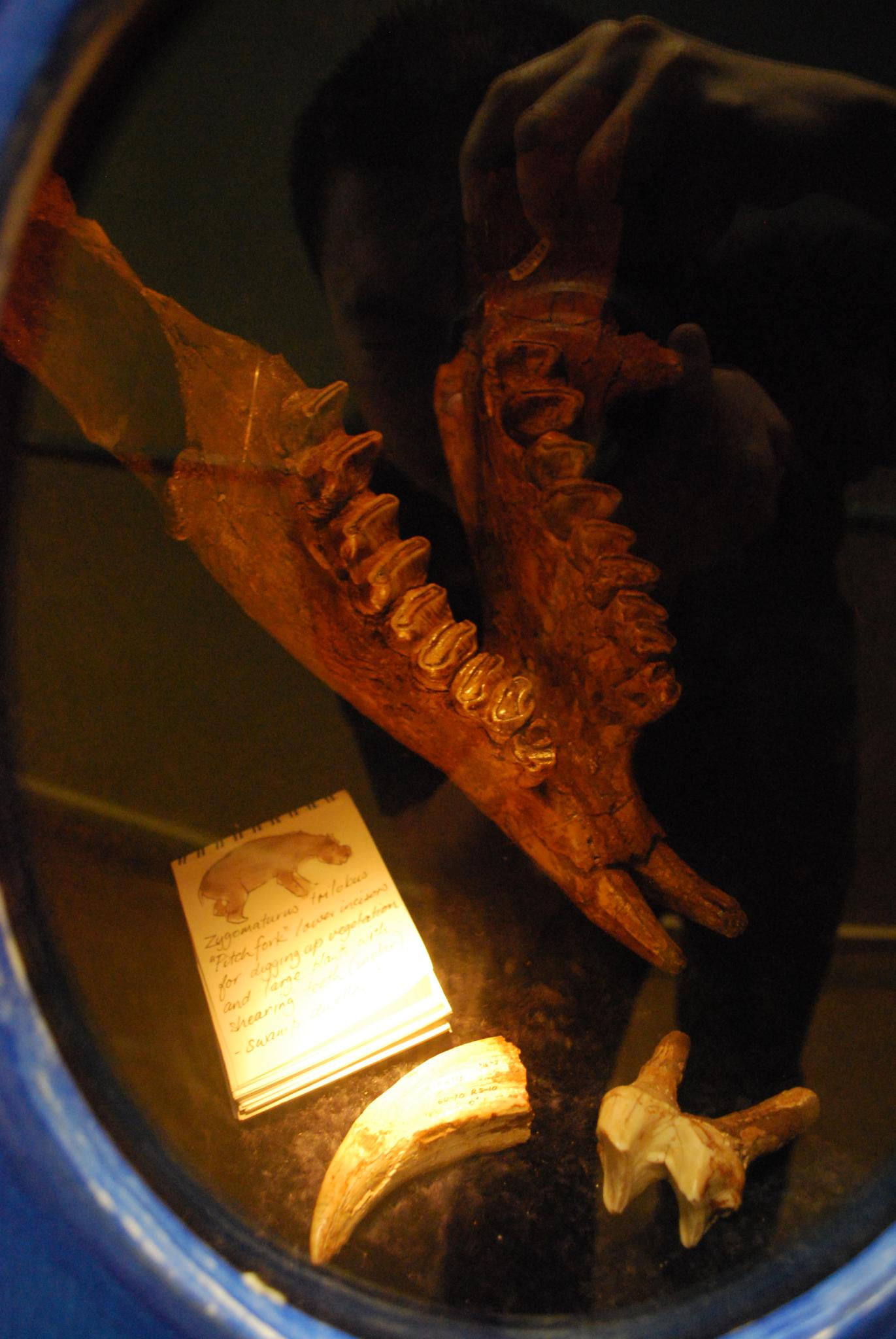
Mandibola di Zygomaturus trilobus

Zygomaturus è un rappresentante specializzato dei diprotodontidi, un grande gruppo di marsupiali di grosse dimensioni, imparentati con gli attuali vombati ma dall'aspetto simile a quello di rinoceronti o ippopotami. Zygomaturus, in particolare, fa parte della sottofamiglia Zygomaturinae, i cui membri possedevano insolite specializzazioni craniche.

## Paleobiologia
Zygomaturus viveva solitamente nelle zone costiere dell'Australia e lungo i corsi d'acqua dell'interno, abbondanti fino Pleistocene inoltrato. Lo stile di vita era probabilmente simile a quello di un ippopotamo. Con i suoi incisivi simili a zanne e i grandi artigli, Zygomaturus poteva sradicare piante intere, scavare nel terreno e nutrirsi delle radici, dei tuberi e di numerose piante erbacee o simili al papiro.

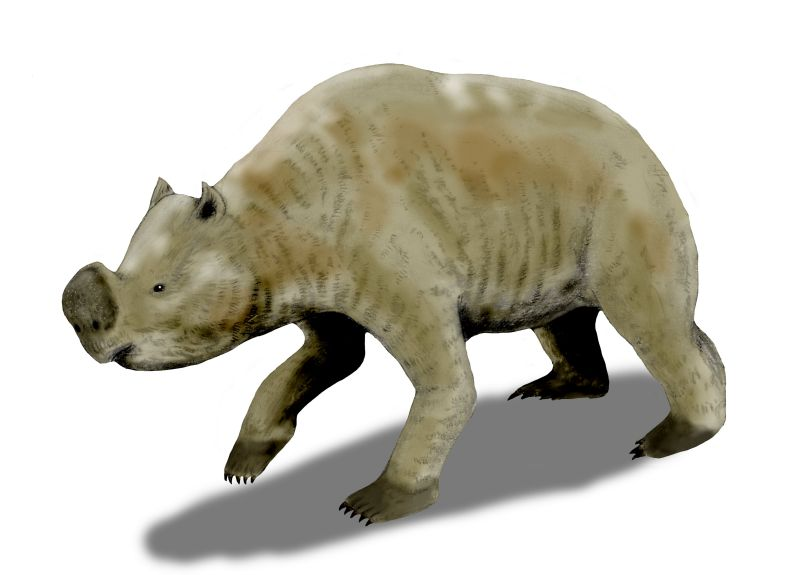
Ricostruzione di Zygomaturus

I fossili di Zygomaturus si rinvengono a volte nelle stesse zone in cui si ritrovano quelli del gigantesco Diprotodon; tuttavia, Zygomaturus si rinviene anche in zone (Tasmania, Australia sudoccidentale, Nuova Guinea, Nuova Caledonia) dove non vi è traccia di Diprotodon, il quale a sua volta viveva anche nell'arida Australia centrale (dove Zygomaturus è assente). Sembra quindi che Zygomaturus preferisse ambienti umidi e Diprotodon quelli più secchi.